# Paramapania gracillima
Paramapania gracillima är en halvgräsart som först beskrevs av Georg Kükenthal och Elmer Drew Merrill, och fick sitt nu gällande namn av Hendrik Uittien. Paramapania gracillima ingår i släktet Paramapania och familjen halvgräs.
Artens utbredningsområde är Filippinerna. Inga underarter finns listade i Catalogue of Life.